# محمود علی
محمود علی که در نزد عامه با نام محمود شناخته می‌شود بازیگر، کارگردان و تهیه‌کننده اهل کشور هند است و بیشتر به خاطر اجرای نقش‌های کمدی معروف است. محمود در طول چهار دهه فعالیت هنری اش در بیش از سیصد فیلم هندی به ایفای نقش پرداخت.
محمود یکی از هشت فرزند ممتاز علی بازیگر و رقصندهٔ معروف دهه‌های ۴۰ و ۵۰ هند بود. وی فرزند دوم خانواده بود. خواهرش مینو ممتاز بازیگر و رقصنده‌ای معروف در سینمای هند به‌شمار می‌رفت و برادرش انور علی هم بازیگر و تهیه‌کنندهٔ سینما بود. وی در اوایل کارش در سینما در نقش‌های بسیار کوچکی مثل راننده تاکسی ایفای نقش می‌کرد. محمود علی در سال ۲۰۰۴ در آمریکا درگذشت.
از فیلم‌ها یا برنامه‌های تلویزیونی که وی در آن نقش داشته‌است می‌توان به هر کسی سبک خود را دارد اشاره کرد.

## فیلم‌شناسی
فهرست برخی از فیلم‌هایی که محمود علی در آنها به ایفای نقش پرداخته‌است:
- هر کسی سبک خود را دارد
- تکه‌ای از ماه
- خوددار
- پدر عزب
- گل کاغذی
- آقای راستگو
- نیلا آکاش
- آکاشدیپ
- محبت زنده است
- خانم همسایه
- گهواره چوبی
- عزت
- چشم‌ها
- عشق، فقط عشق
- کرم شب‌تاب
- چشم سوم
- پورنیما
- یک معمای جدید
- آقای عاشق
- ادویه تند
- سی.آی. دی
- عشق در توکیو
- پل هوراه
- نیلوفر آبی
- بارش
- تصویر نگار
- دلم دیوانه تو
- دو جوانه
- خدای جنایت
- ازدواج عاشقانه
- مال خودم
- بی‌دین
- محبوب
- اولاد
- خواهر بزرگتر
- مادربزرگ
- عزیزم عزیزم
- دشمنان ثروت
- خانه و خارج
- الهه